# French Open 1996
Wielkoszlemowy turniej tenisowy French Open w 1996 rozegrano w dniach 27 maja - 9 czerwca, na kortach im. Rolanda Garrosa.

## Zwycięzcy

### Gra pojedyncza mężczyzn
Jewgienij Kafielnikow (RUS) - Michael Stich (GER) 7-6(4), 7-5, 7-6(4)

### Gra pojedyncza kobiet
Steffi Graf (GER) - Arantxa Sánchez Vicario (ESP) 6-3, 6-7(4), 10-8

### Gra podwójna mężczyzn
Jewgienij Kafielnikow (RUS) / Daniel Vacek (CZE) - Guy Forget (FRA) / Jakob Hlasek (SUI) 6-2, 6-3

### Gra podwójna kobiet
Lindsay Davenport / Mary Joe Fernández (USA) - Gigi Fernández (USA) / Natalla Zwierawa (BLR) 6-2, 6-1

### Gra mieszana
Patricia Tarabini / Javier Frana (ARG) - Nicole Arendt / Luke Jensen (USA) 6-2, 6-2

### Rozgrywki juniorskie
- chłopcy:

Alberto Martín (ESP) - Björn Rehnqvist (SWE) 6-3, 7-6 
- dziewczęta:

Amélie Mauresmo (FRA) - Meghann Shaughnessy (USA) 6-0, 6-4